# Petrus Vesconte
Petrus Vesconte o Petrus Vesconte (fl. 1310–1330) va ser un cartògraf i geògraf del segle xiv de la República de Gènova, un pioner en el camp de les cartes portolanes que va influir en la cartografia italiana i catalana al llarg dels segles xiv i xv. Sembla haver estat el primer cartògraf professional en signar i datar les seves obres amb regularitat.
Encara que Vesconte va néixer a Gènova, va produir gran part del seu treball a Venècia. Va estar actiu entre 1310 i 1330, produint nombrosos mapes. Les seves cartes nàutiques es troben entre les primeres a cartografiar amb precisió regions del mar Negre i del mar Mediterrani. També va produir representacions cada vegada més precises de les costes del nord d'Europa, en particular les de Gran Bretanya i, en menor mesura, d'Irlanda.
La seva carta portulana de 1311 del Mediterrani oriental és la carta nàutica signada i datada més antiga que es conserva de l'època medieval. És també l'autor d'almenys quatre fulles signades de diversos atles (1313, 1318a, 1318b, c. 1321), en els quals les diverses fulles es poden combinar en una sola carta nàutica. També hi ha un atles (1321) i una solitària carta portulana (1327) signats per Perrino Vesconte, que se suposa són del propi Petrus o possiblement d'un parent més jove de la seva família que va usar el diminutivo de 'Petrus'. La imatge d'un cartògraf treballant, que apareix en un atles de Vesconte de 1318, és possible que representi al propi Vesconte.
Petrus Vesconti va traslladar la seva experiència com a fabricant de portulanos en el mapamundi (mapa circular del món) que va produir, que va introduir una precisió mai abans vista en el gènere. Va proporcionar un mapa del món, un atles nàutic, un mapa de Terra Santa i les plantes de les ciutats d'Acre i Jerusalem, perquè fossin incorporades en el Liber secretorum fidelium creus, Marí Sanuto, una obra que va tenir per objecte fomentar una nova croada. Hi ha tres còpies conocidass del Liber de Sanuto (c. 1320-21, c. 1321 i c. 1325) que inclouen mapes de Vesconte, estant solament el primer d'ells signats, encara que els dos últims se suposa que amb seguretat van ser fets per ell, o, almenys, sota la seva direcció.

## Obres de Vesconte (o atribuïdes)
Les següents obres han estat signades, o atribuïts, a Petrus Vesconte.
- 1311 - Carta portolana del Mediterrani oriental, signada i datada, pertanyent (C.N.1) al Archivio di Stato a Florència, Itàlia.

- 1313 - Atles de sis fulles, signat i datat, pertanyent (DD 687) a la Biblioteca nacional de França a París, França. (1. Calendari, 2. Mar Negre, 3. Mar Egeo, 4. Mediterrani oriental, 5. Mediterrani central, 6. Mediterrani occidental i Illes Britàniques)[5]

- 1318 - Atles de set fulles, signat i datat, pertanyent (Port. 28) al Museu Córrer a Venècia, Itàlia. (1. Calendari, 2. Mar Negre, 3. Mediterrani oriental, 4. Mediterrani central, 5. Mediterrani occidental, 6. Espanya i Àfrica nord, 7. Atlàntic nord)

- 1318 - Atles de deu fulles, signat i datat, pertanyent (MS 594) a la Biblioteca Nacional d'Àustria de Viena, Àustria. (1.Calendari, 2. Mar Negre, 3. Mediterrani oriental, 4. Mediterrani central (sud), 6. Mediterrani central (nord) 7. Mediterrani occidental, 8. Espanya i costa Atlàntica francesa, 9. Illes Britàniques, 10. Mar Adriático)

- c.1320-21 - Mapamundi més atles de cinc fulles, sense datar però signat per Vesconte, del Liber secretorum de Marí Sanuto (parcialment perdut), pertanyent (Pal.Lat.1362A) a la Biblioteca Apostòlica Vaticana a la Ciutat del Vaticà (2. Mar Negre, 3. Mar Egeo, 4. Palestina i Mediterrani oriental. 5. Adriático i Àfrica nord, 6. Mediterrani occidental i Atlàntic nord)

- 1321 - Atles Perrino Vesconte de cinc fulles, signat i datat, pertanyent (R.P.4) a la Biblioteca Central de Zuric, Suïssa (1 Calendari, 2. Espanya i Atlàntic nord, 3. Mediterrani central, 4. Mediterrani oriental. 5. Mar Negre)[6]

- c.1321 - Atles de nou fulles, sense datar, pertanyent (MS 175) a la Biblioteca municipal de Lió, França. (1. Calendari, 2. rhumb network, 3. Mar Negre, 4. Mediterrani oriental, 5. Mediterrani central (nord), 6. Mediterrani central (nord) 7. Mediterrani occidental. 8. Illes Britàniques & França, 9. Mar Adriático)

- c.1321 - Mapamundi i atles de cinc fulles, sense datar ni signar, atribuït a Vesconte, del Liber secretorum de Marí Sanuto, pertanyent (Vat. Lat. 2972) a la Biblioteca Apostòlica Vaticana a la Ciutat del Vaticà (1. Mar Negre, 2. Aegean i Àfrica nord, 3. Palestina & Mediterrani oriental 4. Mediterrani central, 5. Mediterrani occidental i Atlàntic nord)

- c.1325 - Mappa mundi i atles de cinc fulles, sense datar ni signar, atribuït a Vesconte, del Liber secretorum de Marí Sanuto, pertanyent (Add MS 27376) a la Biblioteca Britànica, a Londres, UK. (1. Espanya i Atlàntic nord, 2. Mediterrani central, 3. Palestina i Mediterrani oriental, 4. Mar Egeo i Àfrica nord, 5. Mar Negre)

- 1327 - Carta portolana Perrino Vesconte, signada i datada, pertanyent (Med Palat.248) a la Biblioteca Medicea Laurenziana de Florència, Itàlia.[7]

## Galeria d'imatges

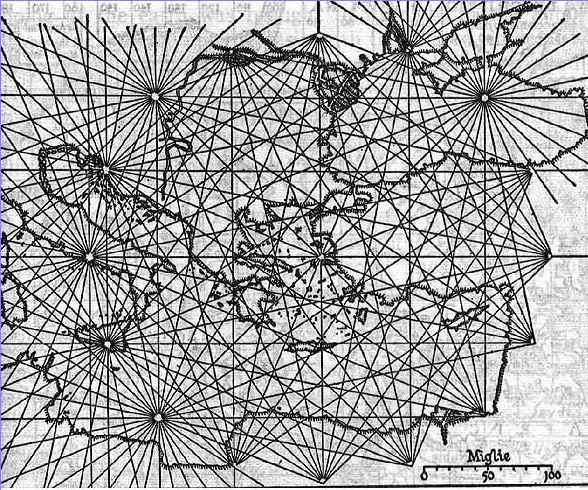
Portolà de 1311 de Pietro Vesconte del Mediterrani oriental, la primera carta portolana signada (Archivio di Stato de Florència)
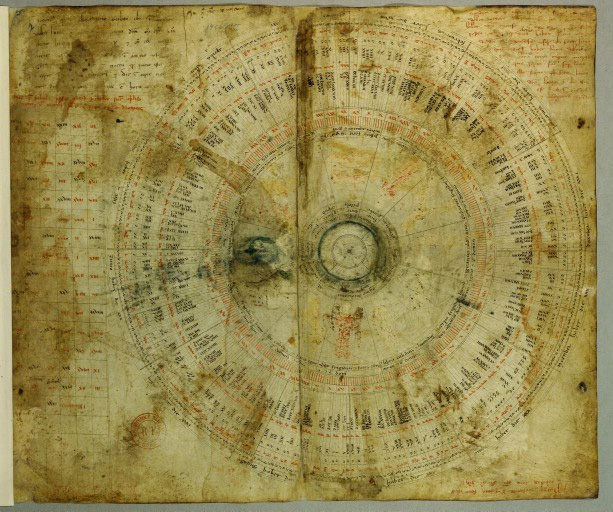
Calendari astronòmic de l'atles de 1313 de Pietro Vesconte. (Biblioteca nacional de França, París)
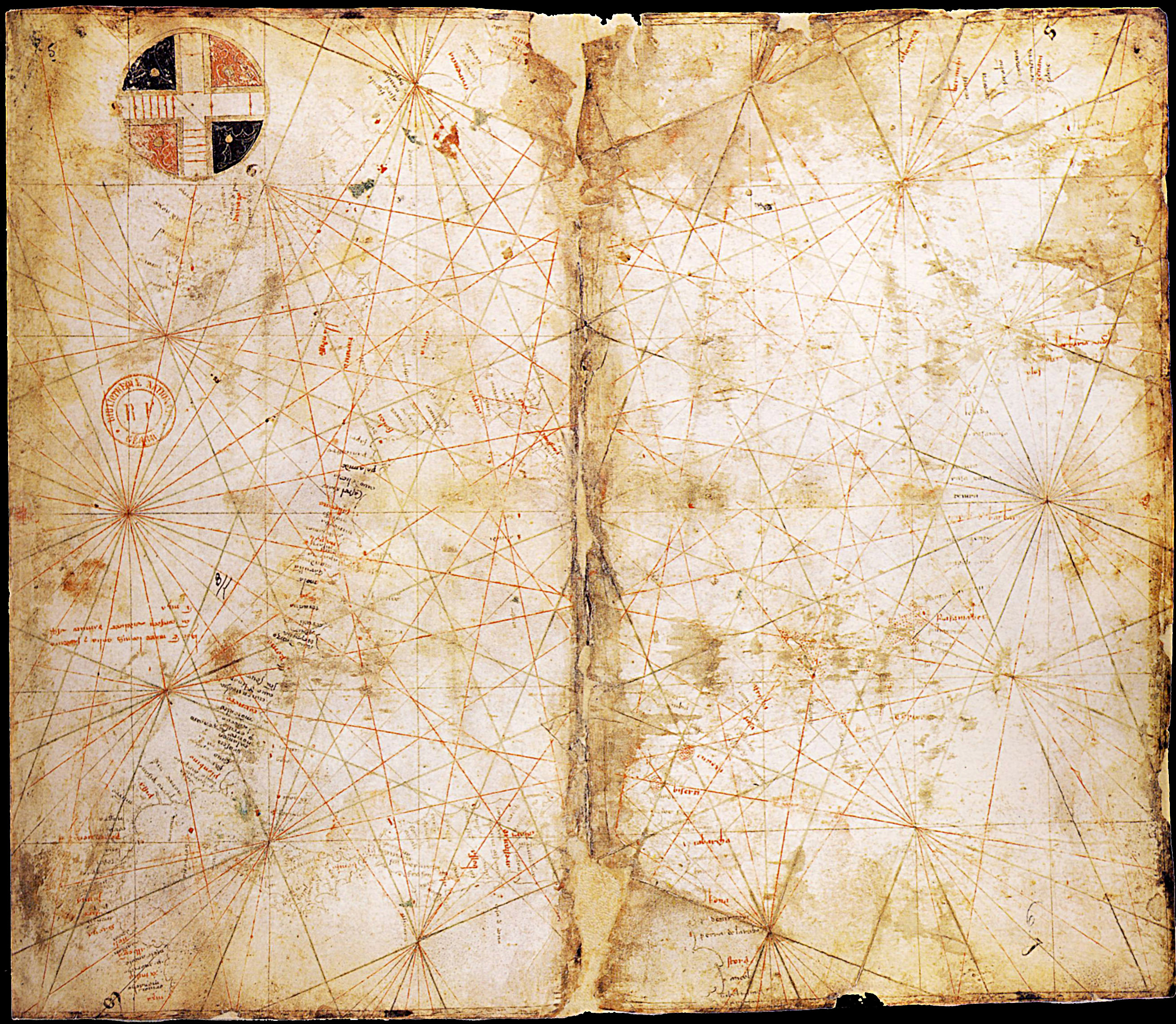
Atlàntic mapa, fulla de l'atles de 1313 de Pietro Vesconte. (Biblioteca nacional de França, París)
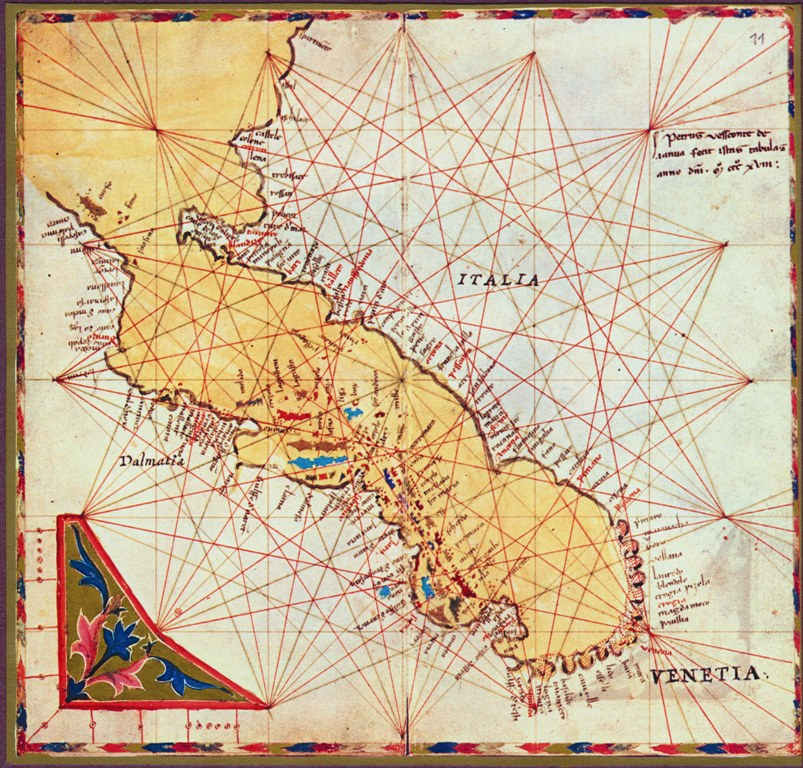
Mapa del mar Adriático, fulla de l'atles de 1318 de Pietro Vesconte (Biblioteca Nacional d'Àustria, Viena)
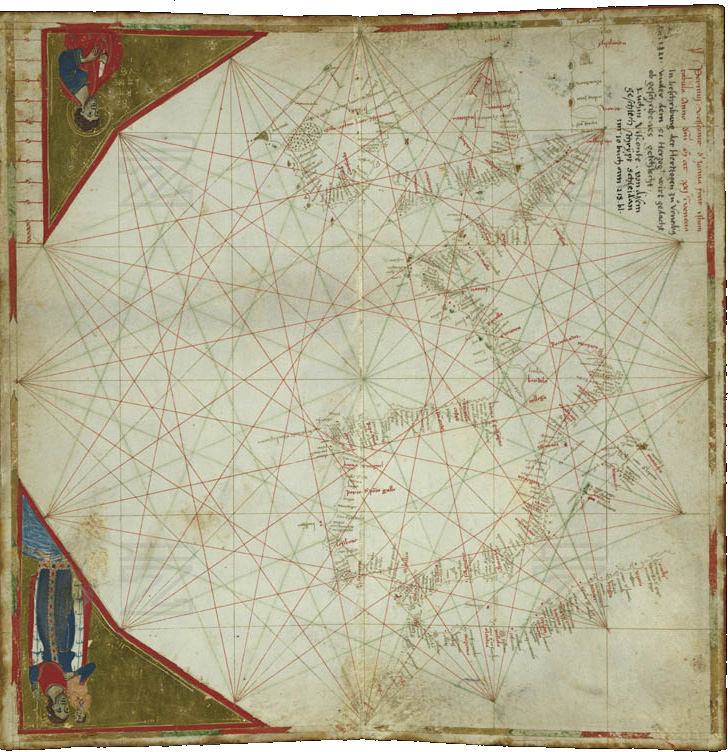
Mapa de l'Atlàntic, fulla de l'atles de 1321 de "Perrino" Vesconte (Biblioteca Central de Zuric)
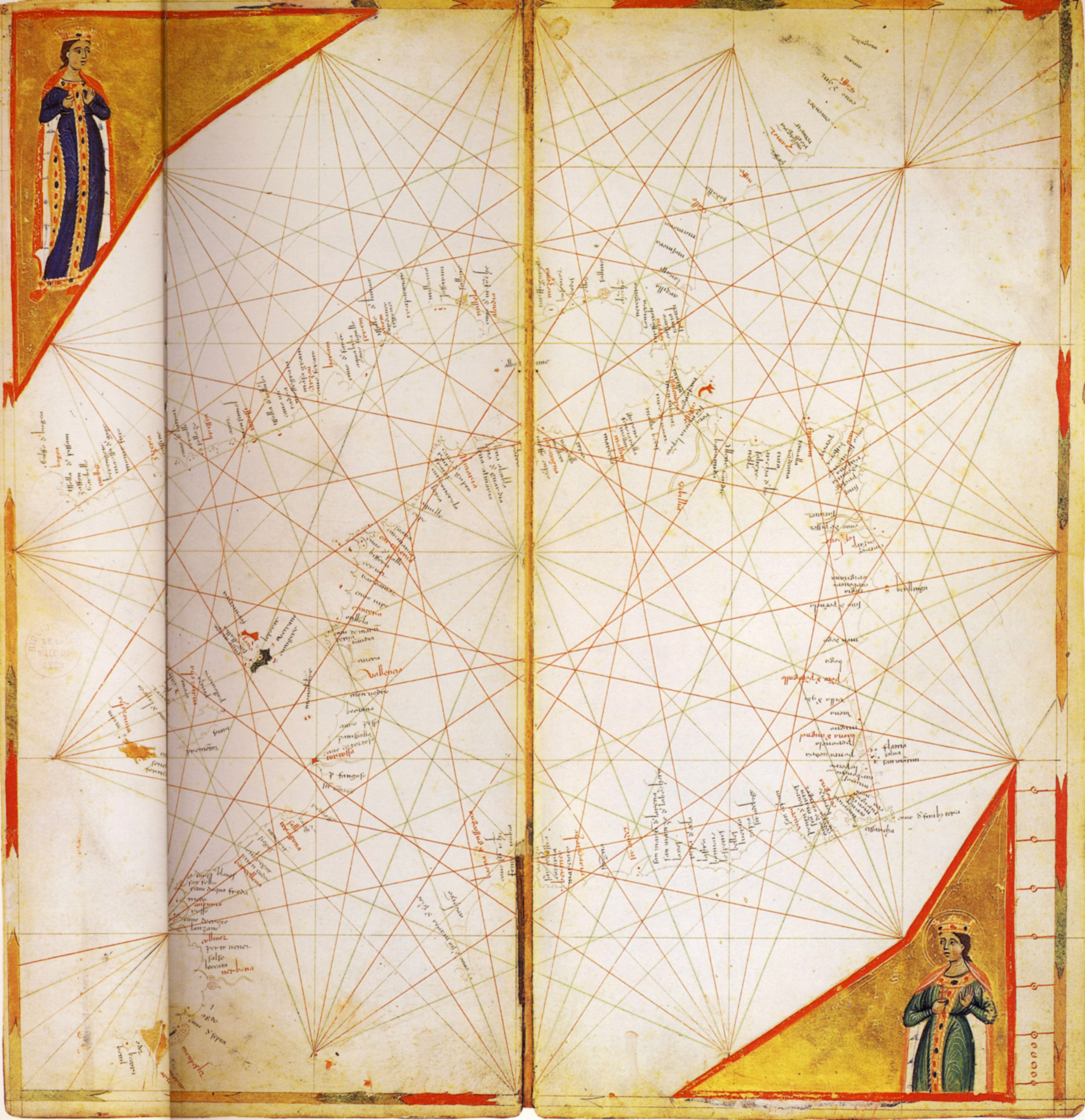
Mapa del Mediterrani occidental, fulla de l'atles de c. 1321 de Pietro Vesconte (Biblioteca municipal de Lió)
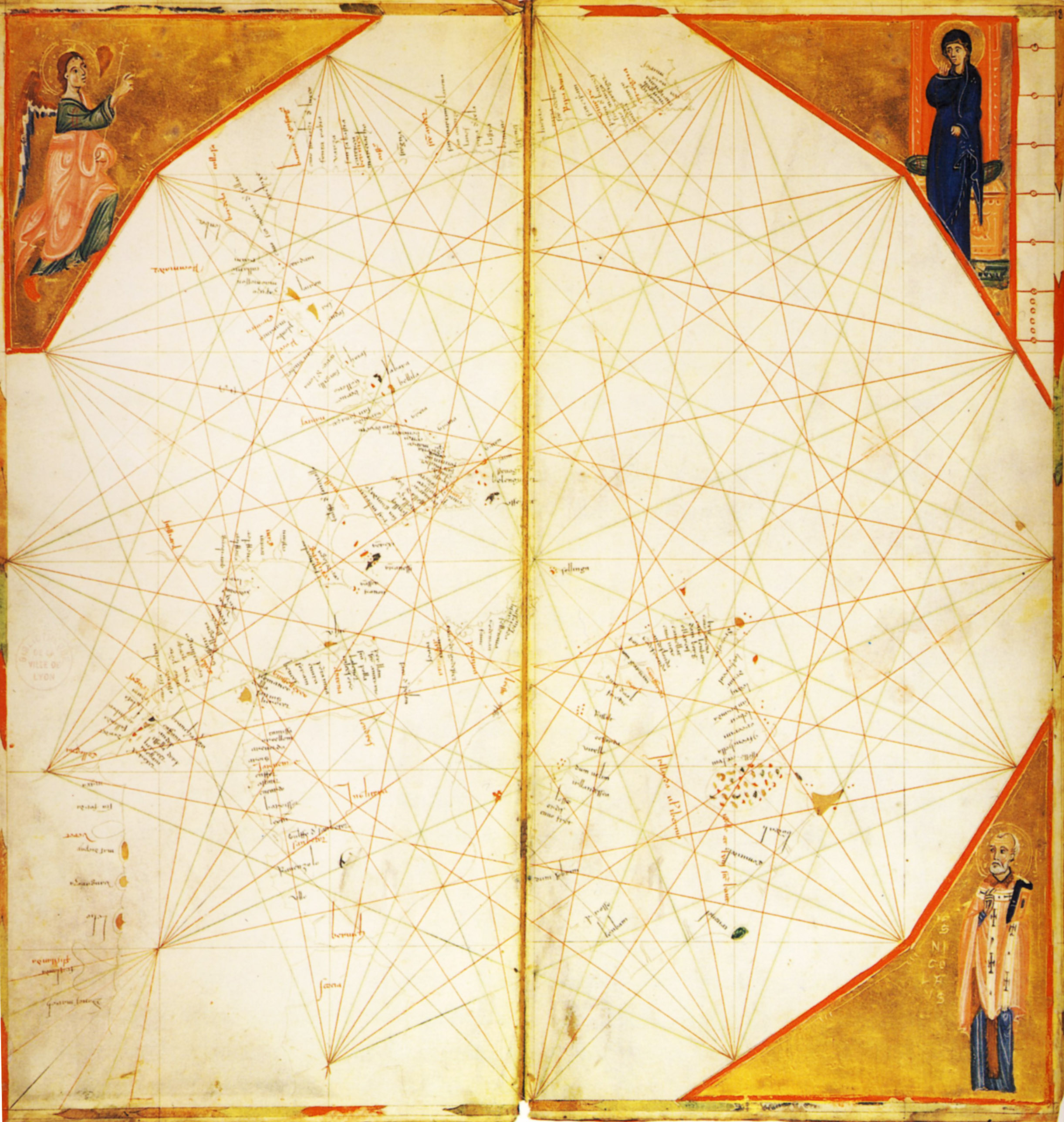
Mapa de l'Atlàntic nord (França, Britain, Ireland), fulla de l'atles de Pietro Vesconte c. 1321 (Biblioteca municipal de Lió)
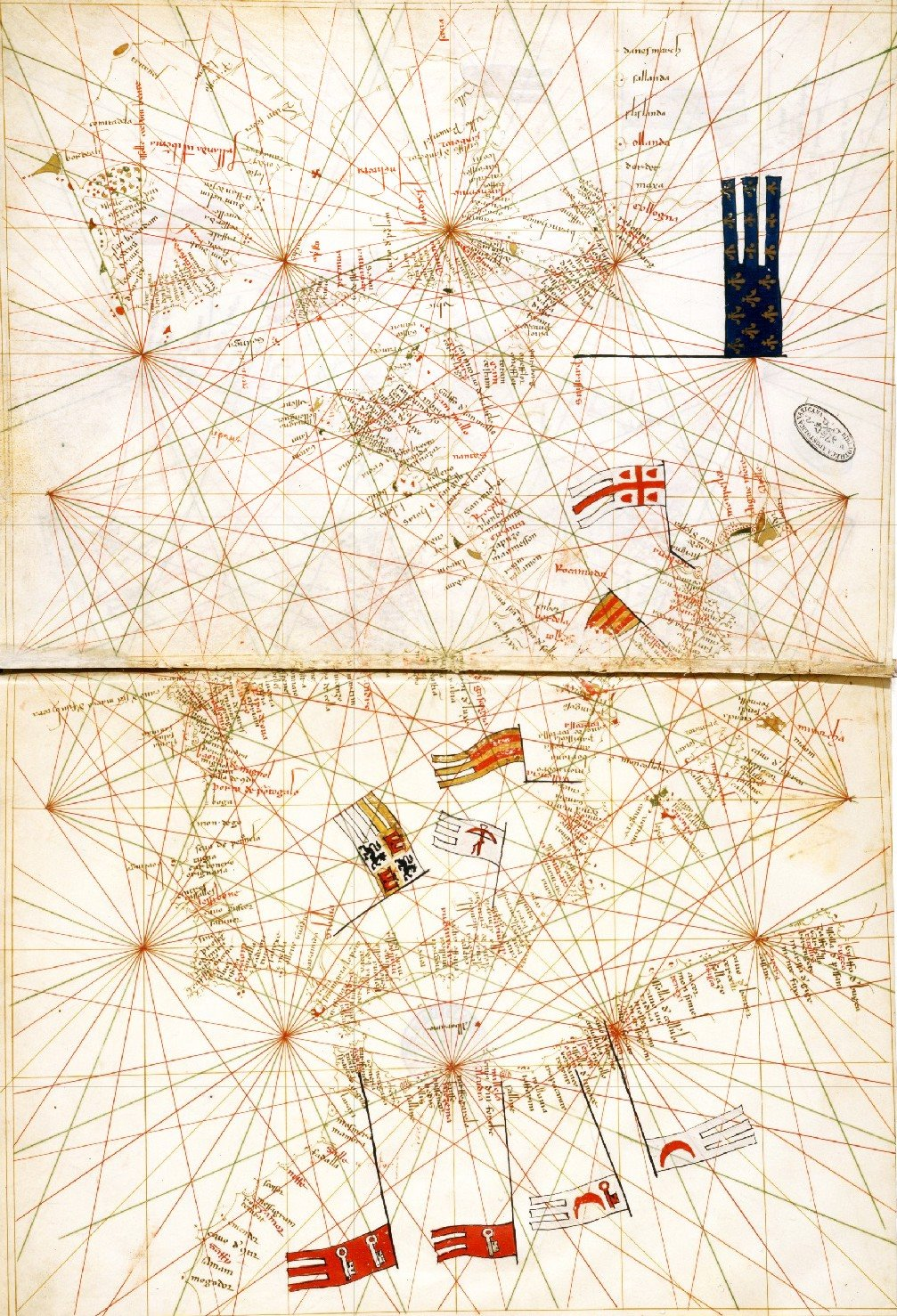
Mapa de l'Atlàntic, sheet from Vesconte's c.1321 atles per al Marí Sanuto's Liber Secretum (Biblioteca Vaticana)
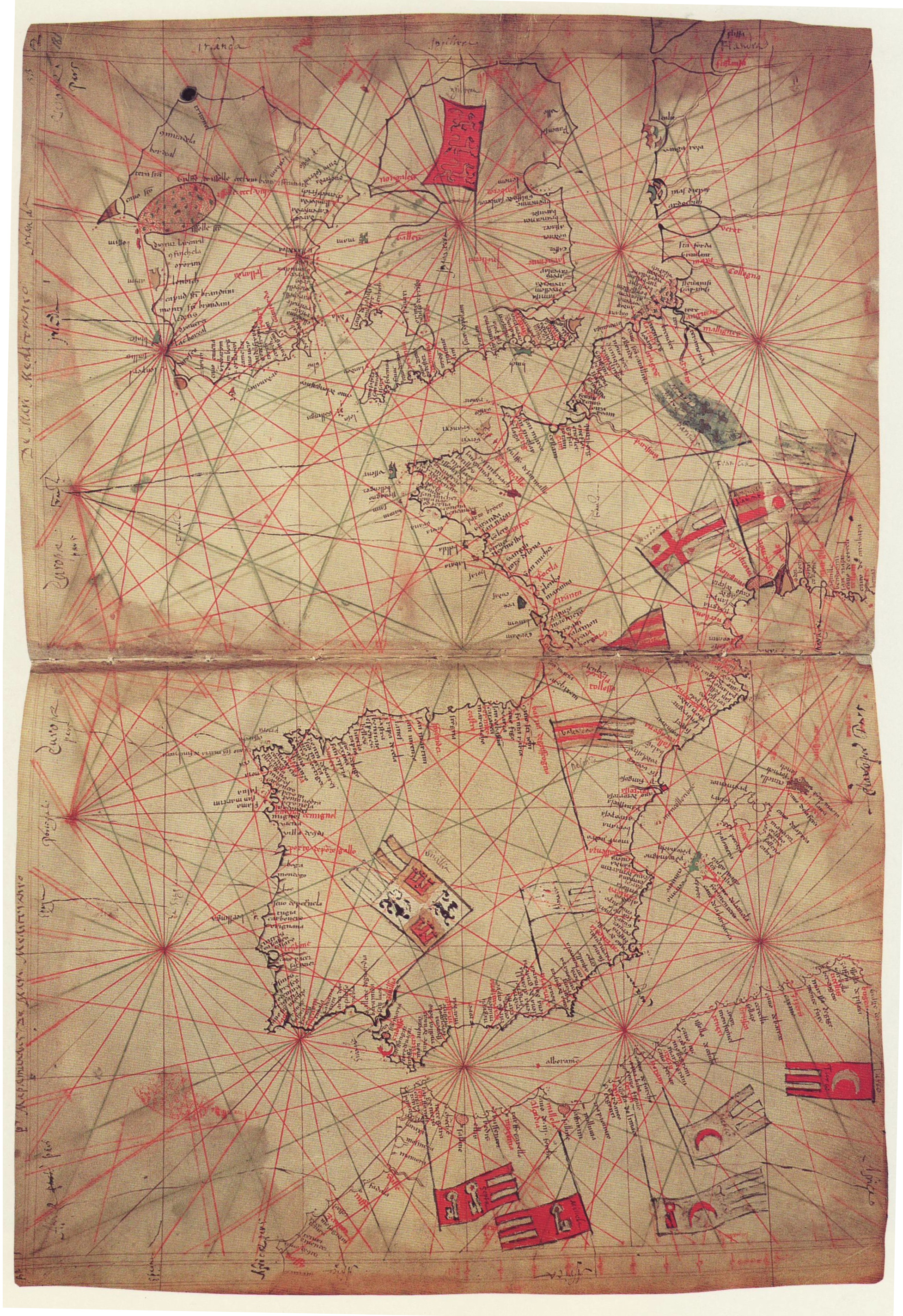
Mapa de l'Atlàntic, sheet from Vesconte's c.1325 atles per al Marí Sanuto's Liber Secretum (Biblioteca Britànica)
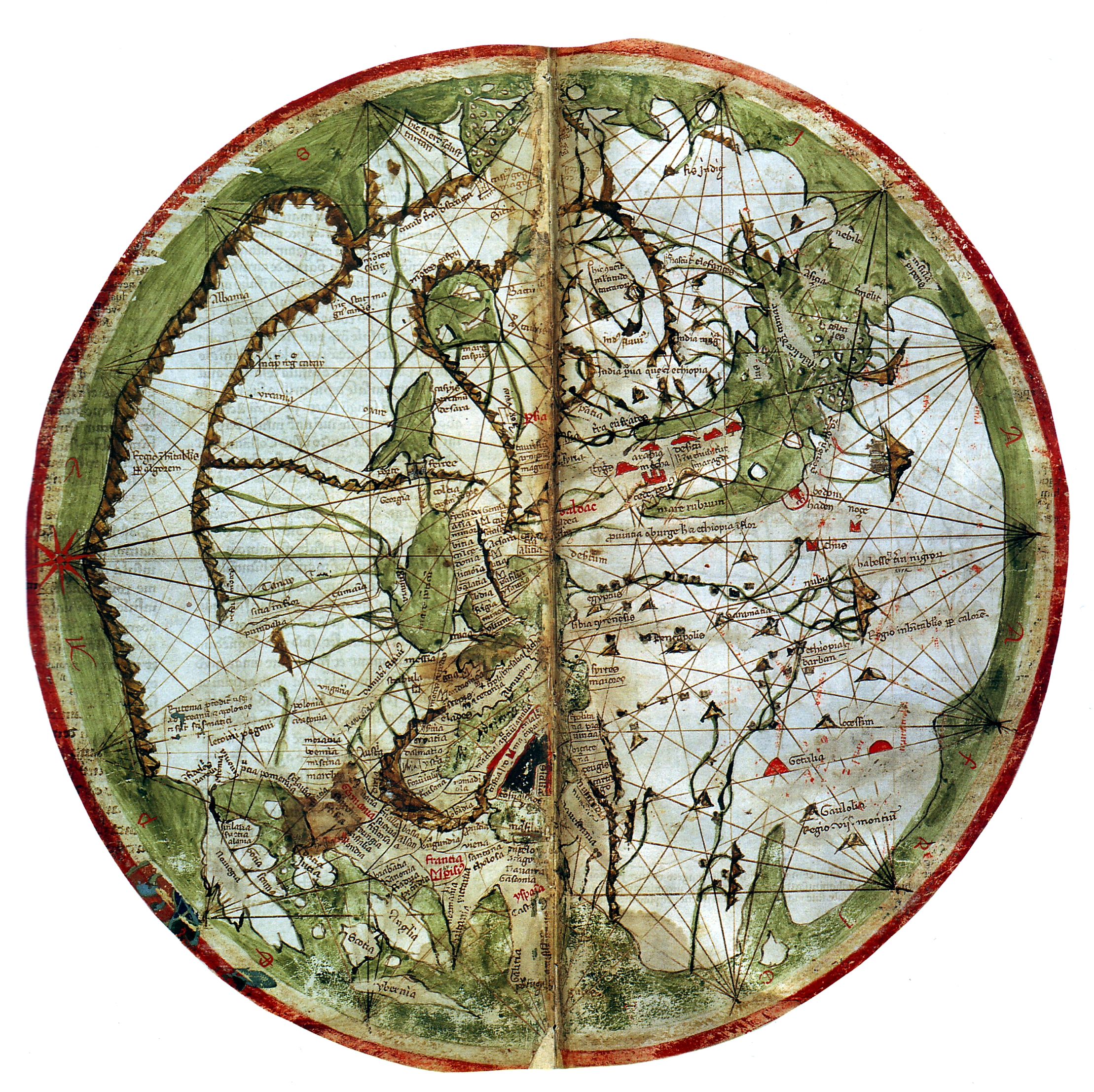
Pietro Vesconte's Mappa Mundi de Marí Sanuto's Liber secretorum (orientada amb l'Est a dalt)